# 마쓰모토 다이시
마쓰모토 다이시(일본어: 松本 泰志, 1998년 8월 22일 ~ )는 일본의 축구 선수이다.

## 구단 경력
2017년 J1리그의 산프레체 히로시마에 입단하였다. 2020년과 2021년 아비스파 후쿠오카와 세레소 오사카로 임대 이적했다. 2025년 우라와 레즈로 이적했다.

## 국가대표팀 경력
그는 2018년 아시안 게임에 참가할 일본 U-23 국가대표팀에 발탁되었으며, 은메달 획득에 기여했다.
2019년 코파 아메리카에 참가할 일본 국가대표팀에 선발되었으나 경기에 출전하지는 못하였다.
2020년 AFC U-23 축구 선수권 대회에도 출전했다.